# 알코올 산화
알코올 산화는 알코올을 알데하이드, 케톤, 카복실산, 에스터로 전환하는 유기화학의 산화 반응 모음이다. 이 반응은 주로 1차 알코올과 2차 알코올에 적용된다. 2차 알코올은 케톤을 형성하는 반면, 1차 알코올은 알데하이드나 카복실산을 형성한다.

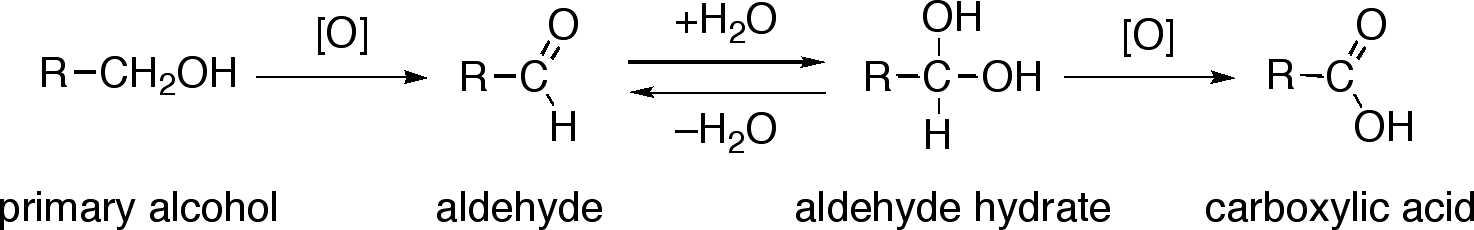
알데하이드와 알데하이드 수화물을 통한 1차 알코올의 카복실산으로의 산화 단계

거의 모든 산업적 규모의 산화는 산화제로 산소나 공기를 사용한다.
다양한 메커니즘을 통해 수소화물 당량이 제거되면 1차 알코올이나 2차 알코올이 각각 알데하이드나 케톤으로 전환된다. 1차 알코올의 카복실산으로의 산화는 일반적으로 해당 알데하이드를 통해 진행되며, 알데하이드는 물과 반응하여 알데하이드 수화물을 통해 변환된다. 따라서 물이 없는 상태에서 반응을 수행하면 카복실산으로 더 이상 산화되지 않고 알데하이드 수준에서 1차 알코올을 산화하는 것이 가능하며, 그렇게 되면 알데하이드 수화물이 형성되지 않다.

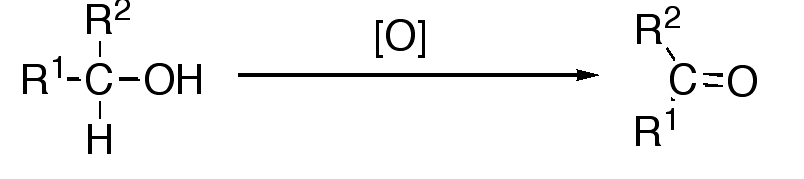
알코올의 알데하이드와 케톤으로의 산화

## 알데하이드와 케톤에 대하여

### 산업에서
가장 규모가 큰 공정은 메탄올 과 에탄올을 이용하여 폼알데하이드와 아세트알데하이드를 생산하는 공정인데, 매년 수백만 톤의 규모로 생산된다. 두 과정 모두 산화제로 O2를 사용한다. 메탄올 산화는 몰리브덴 산화물 기반 촉매를 사용한다. 기타 대규모 알데하이드 및 케톤은 자동 산화 또는 탄화수소에 의해 생성된다.

### 실험실
교육 실험실과 소규모 작업에서 2차 알코올을 케톤으로, 1차 알코올을 알데하이드로 산화시키는 많은 시약이 개발되었다. 알릴알코올 과 벤질 알코올은 특히 산화되기 쉽다. 알데하이드는 카복실산으로 과산화되기 쉽다.

#### 크롬(VI) 시약
이런 산화에는 일반적으로 크롬(VI) 시약이 사용된다. Cr(VI) 시약의 한 계열은 복합물 CrO3(pyridine)2를 사용한다.
- 사렛 시약 : 피리딘에 CrO3(pyridine)2를 녹인 용액이다. 이 기술은 1차 및 2차 알코올을 카르보닐 화합물로 선택적으로 산화시키는 데 널리 사용되었다.
- 콜린스 시약은 동일한 CrO3(pyridine)2를 디클로로메탄에 녹인 용액이다. Collins 시약의 Ratcliffe 변형은 이 용액의 제조 세부 사항, 즉 메틸렌 클로라이드의 피리딘 용액에 삼산화크롬을 첨가하는 것과 관련이 있다.[4]

두 번째 Cr(VI) 시약 계열은 피리디늄 양이온(C 5 H 5 NH + )을 특징으로 하는 염이다.
이러한 염은 알코올 산화에 사용되는 콜린스 시약보다 반응성이 낮고, 취급이 더 쉽고, 선택성이 더 높다.
Dess-Martin 페리오디난은 알코올을 알데하이드나 케톤으로 전환하기 위한 약한 산화제이다. 반응은 표준 조건, 즉 실온, 가장 흔히는 디클로로메탄에서 수행된다. 반응이 완료되려면 30분에서 2시간이 걸린다. 그런 다음 제품은 사용된 페리오디난으로부터 분리된다. IBX를 비롯하여 많은 요오드실 기반 산화제가 개발되었다.

#### 스원 산화
스원 산화는 옥살릴 클로라이드, 다이메틸 설폭사이드 및 트리에틸아민과 같은 유기 염기를 사용한다.
부산물은 디메틸 설파이드 (Me 2 S), 일산화 탄소 (CO), 이산화 탄소 (CO 2 ) 및 트리에틸아민을 염기로 사용하는 경우 트리에틸암모늄 클로라이드(C 6 H 15 NHCl)이다.

## 다이올의 산화

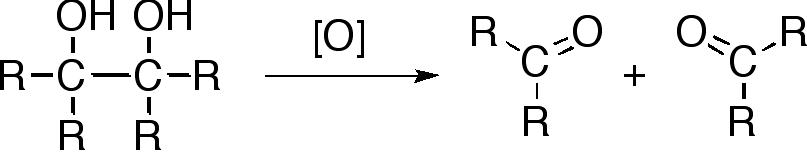
1,2-다이올의 탄소-탄소 결합의 산화적 절단

1,2-다이올의 가장 큰 규모의 산화는 에틸렌 글리콜로부터 글리옥살을 생성한다. 변환에는 공기 또는 때로는 질산이 사용된다.
실험실에서, 다이올은 과요오드 산나트륨 ( NaIO4 ), (디아세톡시요오도)벤젠 (PhI(OAc) 2 ) 또는 아세트산납 (Pb(OAc) 4 )과 같은 일부 산화제와 탄소-탄소 결합에서 산화적 파손을 겪으며 그 결과 두 개의 카보닐기가 생성된다.

## 카복실산

### 산업에서
1차 알코올을 카복실산으로 산화하는 과정은 다양한 시약을 사용하여 수행할 수 있지만, 상업적 규모로는 O2 /공기와 질산이 산화제로 주로 사용된다. 이 유형의 대규모 산화는 시클로헥사놀을 단독으로 또는 시클로헥사논과 혼합하여 아디프산으로 전환하는 데 사용된다. 마찬가지로 시클로도데칸올은 12탄소 디카복실산으로 전환된다. 3,5,5-트리메틸사이클로헥사놀은 유사하게 트리메틸아디프산으로 산화된다.
알코올을 카복실산으로 산화시키는 실험실 규모 산화를 위해 많은 특수 시약이 개발되었다.

### 과망간산칼륨
과망가니즈산 칼륨 (KMnO 4 )은 1차 알코올을 매우 효율적으로 카복실산으로 산화시킨다. 이 반응은 Fournier가 처음으로 자세히 기술한 바 있으며 일반적으로 알칼리성 수용액에 알코올 용액 또는 현탁액에 KMnO 4를 첨가하여 수행된다. 반응이 효율적으로 진행되려면 알코올이 적어도 부분적으로 수용액에 용해되어야 한다. 이것은 디옥산, 피리딘, 아세톤 또는 t -BuOH 와 같은 유기 공용매를 첨가하면 용이해질 수 있다. KMnO4 는 2차 알코올, 1,2-다이올, 알데하이드, 알켄, 옥심, 황화물 및 티올과 탄소-탄소 이중 결합을 포함한 많은 작용기 와 반응한다. 그러므로 선택성이 문제가 된다.

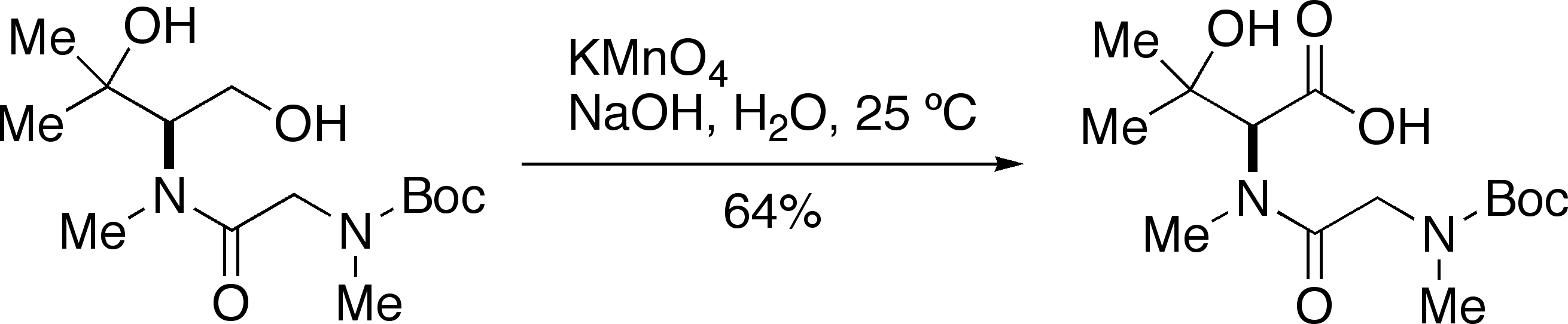
Ciufolini와 Swaminathan 필리핀 루손 섬에서 수집한 토양 샘플에서 발견된 미생물인 Actinomadura luzonensis 로부터 분리된 항생제 제조에 필요한 희귀 아미노산 유도체를 얻는 동안 수용액 NaOH에서 KMnO _{4를} 사용하여 1차 알코올을 카복실산으로 산화시켰다.

### 존스 산화
삼산화 크로뮴(CrO3)과 황산으로 제조한 소위 존스 시약은 알코올을 카복실산으로 산화시킨다. 이 프로토콜은 종종 상당한 양의 에스터를 생산한다. 문제는 시약의 독성과 환경에 대한 비친화성이다. 과잉의 과 요오드산 ( H5IO6 ) 으로 처리하는 촉매 변형이 설명되었다.

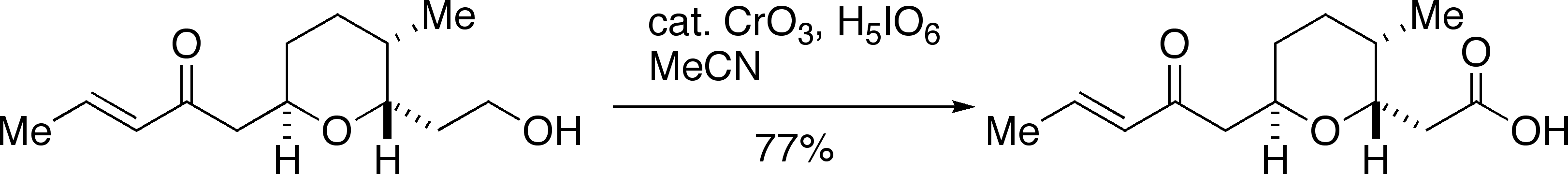

### 분리된 알데하이드를 통한 알코올의 산으로의 2단계 산화
앞서 언급한 1차 알코올을 산으로 산화시키는 조건은 대부분 가혹하고 일반적인 보호기와 호환되지 않기 때문에 유기화학자들은 종종 2단계 산화 절차를 사용하여 산으로 산화시킨다. 알코올은 위에 나열된 여러 가지 절차 중 하나를 사용하여 알데하이드로 산화된다. 이 시퀀스는 플라텐신 합성과 같이 천연물 합성에 자주 사용된다.